# شهرستان لیمان (داکوتای جنوبی)
شهرستان لیمان، داکوتای جنوبی (به انگلیسی: Lyman County, South Dakota) یک سکونتگاه مسکونی در ایالات متحده آمریکا است که در داکوتای جنوبی واقع شده‌است.

## خصوصیات
شهرستان لیمان ۴٬۴۲۱ کیلومترمربع مساحت دارد.